# 南アメリカ
南アメリカ（みなみアメリカ、英語: South America、スペイン語: Sudamérica, América del Sur、ポルトガル語: América do Sul、オランダ語:Zuid-Amerika、フランス語:Amérique du Sud）は、全体が西半球にあり、大部分が南半球にある大陸。南米（なんべい）ともいう。西に太平洋、北と東に大西洋、北西に北米とカリブ海に囲まれている。南米大陸には12または14の主権国家が存在している。
南アメリカは1507年、アメリカ州が東インドではなくヨーロッパ人にとっての新大陸であると指摘した最初のヨーロッパ人ヴァルトゼーミュラー、リングマンによって、ヴェスプッチの名から付けられた。
面積は17,780,000 km2であり、地球の陸地面積の約12%を占める。人口は、2022年現在では4,42億人と見積もられている。

## 地理
南アメリカはリャマ、アナコンダ、ピラニア、ジャガー、ビクーニャといった多種多様な生物の故郷である。アマゾンの熱帯雨林は生物多様性が高く、地球の種族の主要な部分である。南アメリカにはアンデス諸国、ギアナ、コーノ・スール、ブラジルが含まれる。西インド諸島などのカリブ海地域やパナマは含めない。
総面積は1781万8500平方キロ、人口は約4億2000万人である。面積、人口共に南アメリカ最大の国はブラジルで面積855万平方キロ、人口は約2億人であり、アルゼンチンが面積で続く。大陸の北端はコロンビアのグアヒラ半島ガイーナス岬で、北緯12度28分、南端はティエラ・フエゴ諸島のホーン（オルノス）岬で、南緯55度59分。
北アメリカ大陸の南に位置する。
大陸の約3分の2が両回帰線の中にあり熱帯性気候だが、大陸の南部では温暖な地中海性気候から寒冷多雨な西岸海洋性気候に変わる。
地形は、西部に南北8500キロにわたって走るアンデス山脈があり、6960メートルに及ぶアコンカグアをはじめ5000～6000メートル級の高山が並んでいる。アンデス山脈は高度は高いものの、とくに北アンデスから中央アンデスにかけての山脈上は麓の熱帯気候と比べて温和で暮らしやすく、山脈の間の河谷や盆地、高原には多くの人々が住む。特にエクアドルからベネズエラにかけての北アンデス山脈にはキトやボゴタ、カラカスといった大都市が立地しており、これらの国で最も人口稠密な地帯となっている。中央アンデスにおいてもこの傾向は顕著で、ペルー南部からボリビアにかけて広がるアルティプラーノと呼ばれる広い高原とその周辺地域は、古代アンデス文明の揺籃の地となり、インカ帝国など様々な国家が生まれた。現在でもこの地域は人口が多く、とくにインディオが多く居住する地域となっている。アルティプラーノ北部は農耕に適し、チチカカ湖などの湖沼も存在する。ボリビアの首都ラパスは、このアルティプラーノの間の狭い谷に位置している。アルティプラーノ南部は冷涼で乾燥しており、ウユニ塩湖はこの地域に存在する。
アンデス山脈の西には海岸に沿って狭い平地が広がっているが、この内コロンビアからエクアドル北部にかけては熱帯雨林気候となっているものの、エクアドル南部からペルーを通りチリ北部にかけては、沿岸を通る寒流のペルー海流の影響によって雨がほとんど降らない砂漠地帯となっており、アンデス山脈から太平洋に流れ出る川の流域だけが、人間が居住できる場所である。しかし、とくにペルーにおいては海岸部には点々と大都市が連なっており、ペルーの首都リマもこうした乾燥海岸に位置している。この乾燥地域の南には地中海性気候の地域が広がり、アンデスの主脈と海岸山脈とのあいだの盆地で農業が営まれる。チリの首都サンティアゴも、こうした盆地の中に存在する。
東部にはアンデスのような巨大山脈は存在せず、ギアナ高地やブラジル高原といったなだらかな高原が広がるものの、地形はそれほど険しくはない。そしてこれらの高原と西部のアンデス山脈との間には、広い平地が広がっている。そこにオリノコ川、アマゾン川、ラ・プラタ川の三水系がある。オリノコ川は北流して大西洋へと注ぎ、流域は北部がリャノと呼ばれる乾燥サバンナ、南部はアマゾンへと広がる熱帯雨林となっている。オリノコ水系とアマゾン水系は細い水路によってつながっている。アマゾン川はこの3河川中で最も大きく、長さは6300キロにもおよび、流域面積は世界一である。川の勾配は河口から3450キロ上流のイキートスでも海抜100メートルで非常に緩やかであり、ここまでは外洋汽船の航行が可能である。ネグロ川以西の流域の大部分は、高温多湿の熱帯雨林で、標高200メートル以下の平地が広がっている。このアマゾン熱帯雨林（セルバ）は世界最大の熱帯雨林として知られており、南アメリカ大陸北部の中央部をすっぽりと覆っている。アマゾンは自然の宝庫として知られており、多くの固有種が存在するが、1960年代以降ブラジル政府が積極的な開発に乗り出したため、徐々に森林が失われ始めている。
アマゾン熱帯雨林は、東のブラジル高原に近づくにしたがってサバンナ気候に移行する。さらに東のブラジル北東部に入ると、気候は乾燥しステップ気候となる。ブラジル高原の南東部は大西洋に面しているが、ここは降水量も多く肥沃な土地で、サンパウロやリオデジャネイロなどブラジルのみならず南米屈指の大都市が連なる人口集中地帯となっている。
アマゾンから南へ向かうとマトグロッソ高原に入るが、ここはアマゾン川水系とラプラタ川水系の分水嶺となっている。マトグロッソ高原の南には熱帯半乾燥気候のグラン・チャコ地方やパンタナール大湿原があり、さらにその南には、アルゼンチンの温帯草原、いわゆるパンパが広がっている。パンパは非常に肥沃な土地であり、各地で大牧場が営まれ、アルゼンチンの主要輸出品である牛肉を生産している。パンパのみならず、ラプラタ川流域の北東方面にあるパラナ川やパラグアイ川、ウルグアイ川といった支流の流域にも肥沃な温帯草原が広がっており、豊かな農牧業地帯となっている。ラプラタ川の河口にあるブエノスアイレスはこの地域の経済の中心である。
パンパの南には、乾燥して冷涼なパタゴニアの台地が広がっている。この地域はパンパに比べて自然条件が厳しく、牧場が点在する程度で開発は進んでおらず、強風の吹きすさぶ荒涼とした土地が広がる。パタゴニアは冷涼な気候と強風が特徴であるが、この気候は南に、つまり南極に近づくにつれてより一層強くなる。南アメリカ大陸と属島であるフエゴ島との間には細いマゼラン海峡が通っており、パナマ運河ができるまでは大西洋と太平洋をつなぐほぼ唯一の商業水路であったが、南極から吹きつける強風によって非常な難所として知られていた。フエゴ島の南端近くには、世界最南端の都市として知られるウシュアイアがある。南アメリカの最南端は、フエゴ島のさらに南のオルノス島に位置するホーン岬であり、ドレーク海峡を挟んで南極大陸と向かい合っている。
ヨーロッパからは、ブラジルの北東部と北米大陸東海岸はそれほど距離に差はない（ロンドン<>ニューヨーク間が5576キロである一方、植民地時代のブラジルの主都だったサルヴァドールと宗主国ポルトガルの首都リスボンの距離は6515キロ）。つまり、南アメリカは北アメリカと比べて、それほどヨーロッパから離れていないということができる。このことが南アメリカの大西洋岸地域をヨーロッパと密接に結びつけた。

## 地域

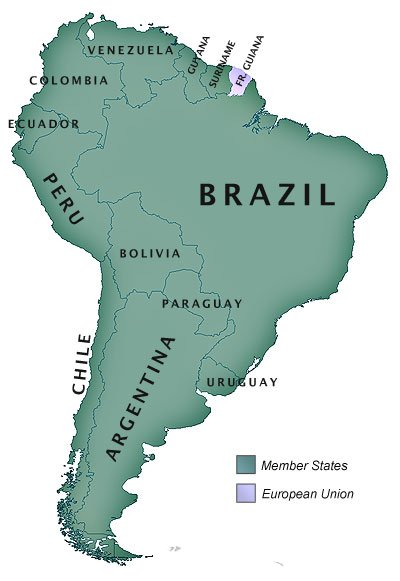
南米共同体加盟国

| 国 or 地域およびその旗                                | 面積 (km²) (per sq mi)          | 人口 (July 2009 est.) | 人口密度 per km2       | 首都                         |
| ----------------------------------------------------- | ------------------------------- | --------------------- | ---------------------- | ---------------------------- |
| アルゼンチン                                          | 2,766,890 km2 (1,068,300 sq mi) | 40,482,000            | 14.3/km² (37/sq mi)    | ブエノスアイレス             |
| ボリビア                                              | 1,098,580 km2 (424,160 sq mi)   | 9,863,000             | 8.4/km² (21.8/sq mi)   | ラパスまたはスクレ           |
| ブラジル                                              | 8,514,877 km2 (3,287,612 sq mi) | 191,241,714           | 22.0/km² (57/sq mi)    | ブラジリア                   |
| チリ                                                  | 756,950 km2 (292,260 sq mi)     | 16,928,873            | 22/km² (57/sq mi)      | サンティアゴ                 |
| コロンビア                                            | 1,138,910 km2 (439,740 sq mi)   | 45,928,970            | 40/km² (103.6/sq mi)   | ボゴタ                       |
| エクアドル                                            | 283,560 km2 (109,480 sq mi)     | 14,573,101            | 53.8/km² (139.3/sq mi) | キト                         |
| フォークランド諸島 (イギリス)                         | 12,173 km2 (4,700 sq mi)        | 3,140                 | 0.26/km² (0.7/sq mi)   | ポート・スタンリー           |
| フランス領ギアナ (フランス)                           | 91,000 km2 (35,000 sq mi)       | 221,500               | 2.7/km² (5.4/sq mi)    | カイエンヌ                   |
| ガイアナ                                              | 214,999 km2 (83,012 sq mi)      | 772,298               | 3.5/km² (9.1/sq mi)    | ジョージタウン               |
| パラグアイ                                            | 406,750 km2 (157,050 sq mi)     | 6,831,306             | 15.6/km² (40.4/sq mi)  | アスンシオン                 |
| ペルー                                                | 1,285,220 km2 (496,230 sq mi)   | 29,132,013            | 22/km² (57/sq mi)      | リマ                         |
| サウスジョージア・サウスサンドウィッチ諸島 (イギリス) | 3,093 km2 (1,194 sq mi)         | 20                    | 0/km² (0/sq mi)        | キング・エドワード・ポイント |
| スリナム                                              | 163,270 km2 (63,040 sq mi)      | 472,000               | 3/km² (7.8/sq mi)      | パラマリボ                   |
| ウルグアイ                                            | 176,220 km2 (68,040 sq mi)      | 3,477,780             | 19.4/km² (50.2/sq mi)  | モンテビデオ                 |
| ベネズエラ                                            | 916,445 km2 (353,841 sq mi)     | 31,648,930            | 30.2/km² (72/sq mi)    | カラカス                     |
| 総計                                                  | 17,824,513                      | 385,742,554           | 21.5/km²               |                              |

## 歴史
南アメリカに人類が出現したのは「氷河の時代」や「人類の時代」といわれる更新世の末期である。その時期に東北アジアから野生の動物を追って渡来してきたモンゴロイドのホモ・サピエンス・サピエンスの狩猟民が、気候の温暖化・乾燥化によって変化する環境に適応しながらこの地方に定着した。中央アンデスにおいてはやがてジャガイモやトマトなどこの地域の植物を栽培化していき、この食料生産と農耕を基盤として独自の文明がはぐくまれた。これらの国家は消長を繰り返すが、15世紀末にはアンデス地域の過半はタワンティンスーユ（四つの地方）と呼ばれ、現ペルー南部高原のクスコを首都にしたインカ帝国によって統合されていた。このほかの地域では大規模な帝国は生まれなかった。
しかしインカ帝国は大航海時代からのヨーロッパ人の世界進出の波に飲み込まれ、1533年にスペインのフランシスコ・ピサロがクスコに入城することでほぼ滅亡した。これによりスペインはインカ帝国の遺領を制圧し、さらに周辺地域にも支配を広げていき、16世紀中ごろにはアンデスなど南アメリカ大陸西部を中心として大陸の過半を支配下におさめていた。例外はポルトガルで、トルデシリャス条約の規定を根拠として大陸東部のブラジル北東部（ノルデステ）を中心に勢力を広げ、やがて大陸東半を支配下におさめた。ポルトガル領が17世紀初頭に一時オランダ領になるなどの変化もあったが、この勢力図は19世紀初頭に各植民地で独立運動が始まるまで基本的な変化はなかった。この両国はどちらもラテン系の国家であり、ラテン系の言語や文化が地域に深く浸透し、中米と並んでラテンアメリカと呼ばれることとなった。
19世紀初頭、ナポレオン戦争によってヨーロッパが混乱すると、南アメリカ各地でも独立への動きが表面化した。例外はブラジルで、本国をナポレオンに侵略されたポルトガル王室がリオデジャネイロに遷都し、ブラジルに根を下ろした。戦後も情勢は安定せず、シモン・ボリバルやホセ・デ・サン＝マルティンといった独立の英雄たちのもとで、南アメリカのスペイン領諸国は1820年代に相次いで独立した。次いで、ブラジルにおいても王室のポルトガル帰還に際して王家が分裂し、リオデジャネイロに残った王家はブラジル帝国の成立を宣言し、ここにスペイン・ポルトガル両国の南アメリカにおける領土は消滅し、南アメリカのほとんどは各独立国家によって統治されることとなった。
独立はしたものの、各国の統治体制は脆弱で、カウディーリョと呼ばれる地域ボスが各地に分立し、各国を専制的に支配することとなった。また、各国間の国境も明確に定まっているわけではなく、このため19世紀には各国間で領土をめぐる戦争が多発した。経済的には旧宗主国に代わってイギリスの強い影響下におかれることとなり、非公式帝国と呼ばれるイギリスの経済覇権が確立していた。1870年代以降になると、南アメリカ南部で政情が安定しはじめ、それに伴って経済成長がおこった。最初に情勢が安定したのはチリで、ここは建国以降政情の混乱が最小限にとどまり、順調に成長を続けていた。次いで、ブエノスアイレス州と内陸諸州との内戦をおさめたアルゼンチンが、冷凍船の開発に伴う牛肉輸出の爆発的増加によって経済成長を成し遂げた。ウルグアイもこの牛肉輸出ブームの恩恵にあずかり、20世紀初頭にはこの繁栄の中でホセ・バッジェ・イ・オルドーニェスがあらわれて福祉国家化がなされ、南アメリカでも最も安定した国家となった。ブラジルではコーヒーブームによってサンパウロ州などの農園主の発言力が増していき、1889年には皇帝が廃位されて共和制となったことで、南アメリカの国家はすべて共和制国家となった。この両期間を通じてブラジルの政情は安定しており、とくに南部を中心に経済が成長した。南米北部においてもプランテーション農業や鉱物輸出によってある程度の経済成長はあったが、南部に比べると政治的安定に欠け、成長も限定的なものにとどまった。
1930年代以降、南米各国では世界恐慌による一次産品価格の下落による経済危機に見舞われ、この混乱の中からポプリスモ（ポピュリスト）が各国に出現し、政権を握るようになっていった。アルゼンチンのフアン・ペロンや、ブラジルのジェトゥリオ・ドルネレス・ヴァルガスなどがその代表例である。しかし彼らの政策は経済の混乱を招き、その中で軍部がクーデターを起こして実権を握るようになっていき、1970年代半ばにはコロンビアやベネズエラなどの数か国を除いて、ウルグアイやチリなどのかつて安定した民主主義国家であった国々でさえ軍政が敷かれるようになっていた。しかし、軍部もまた経済危機を乗り越えることはできず、1980年代以降南米各国では急速に民主化が進んだ。

## 経済
この地域を統括する経済組織としては、1948年に国際連合（UN）の下部組織として設置された国連ラテンアメリカ経済委員会（1984年に国連ラテンアメリカ・カリブ経済委員会に改称）や、1961年に発足したラテンアメリカ自由貿易連合（通称LAFTA、1981年にラテンアメリカ統合連合に改組）などがあったが、いずれも中米との統一組織の上、加盟各国の足並みの乱れなどでそれほどの効果が上がっていなかった。
そのため、近接する国家同士による経済機構結成の機運が生まれ、1969年にボリビア、コロンビア、エクアドル、ペルー、ベネズエラ、チリのアンデス6ヵ国によってアンデス共同体が結成され、次いで1991年にはアルゼンチン、ブラジル、パラグアイ、ウルグアイの南アメリカ南部4ヵ国によってメルコスールが結成された。この2つの共同体は加盟国間の出入国管理の簡素化や、域内関税の撤廃などで一定の成果を上げた。そしてこれらの成果をもとに、南米全体を統括する2004年に南米共同体が結成された（2007年に南米諸国連合に改組）。南米諸国連合はメルコスールとアンデス共同体の二つの関税同盟を統合し、大陸一体の自由貿易圏を計画している。
南米諸国の所得格差は、他の大陸を含めて最も大きいと考えられている。ベネズエラ、パラグアイ、ボリビア、および他の南米諸国は上位20%の富裕層が60%の国富を有し、下位20%の最貧層は5%にも満たない。この大きな較差は南アメリカの諸都市で摩天楼と上流階級の豪華なアパートに隣接する貧困層のスラムという形で目にすることができる。南アメリカの富は南部諸国のほうがより多く、チリ、アルゼンチン、ウルグアイの3国はコーノ・スールと呼ばれる先進地域を形成している。ブラジルもまた、南部と南東部は開発が進んだ豊かな地域であり、コーノ・スールから連続する先進地域の一角をなしている。一方で、チリを除くアンデス諸国やブラジルの北東部は相対的に貧しい地域となっている。
| 国                            | 2011年のGDP | 2011年のGDP（購買力平価） | 2011年のひとりあたりGDP（購買力平価） | 輸出額 ($bn), 2011 | HDI（2011年） | 一日あたり2ドル（購買力平価）以下で暮らす人々の割合 |
| ----------------------------- | ----------- | ------------------------- | ------------------------------------- | ------------------ | ------------- | --------------------------------------------------- |
| アルゼンチン                  | 447,644     | 716,419                   | 17,516                                | 83.7               | 0.797         | 2.6                                                 |
| ボリビア                      | 24,604      | 50,904                    | 4,789                                 | 9.1                | 0.663         | 24.9                                                |
| ブラジル                      | 2,492,908   | 2,294,243                 | 11,769                                | 250.8              | 0.718         | 10.8                                                |
| チリ                          | 248,411     | 299,632                   | 17,222                                | 86.1               | 0.805         | 2.7                                                 |
| コロンビア                    | 328,422     | 471,964                   | 10,249                                | 56.5               | 0.710         | 15.8                                                |
| エクアドル                    | 66,381      | 127,426                   | 8,492                                 | 22.3               | 0.720         | 10.6                                                |
| フォークランド諸島 (イギリス) | 165         | 165                       | 55,400                                | 0.1                |               |                                                     |
| フランス領ギアナ (フランス)   | 4,456       | 4,456                     | 19,728                                | 1.3                |               |                                                     |
| ガイアナ                      | 2,480       | 5,783                     | 7,465                                 | 0.9                | 0.633         | 18.0                                                |
| パラグアイ                    | 21,236      | 35,346                    | 5,413                                 | 9.8                | 0.665         | 13.2                                                |
| ペルー                        | 173,502     | 301,967                   | 10,062                                | 46.3               | 0.725         | 12.7                                                |
| スリナム                      | 3,790       | 5,060                     | 9,475                                 | 1.6                | 0.680         | 27.2                                                |
| ウルグアイ                    | 46,872      | 50,908                    | 15,113                                | 8.0                | 0.783         | 2.2                                                 |
| ベネズエラ                    | 315,841     | 374,111                   | 12,568                                | 92.6               | 0.735         | 12.9                                                |
| 総計                          | 4,176,712   | 4,738,384                 | 11,962                                | 669.1              | 0.729         | 11.3                                                |

南アメリカ経済10大都市（2010年）
| 順位 | 都市             | 国           | GDP（GKドル）（10億ドル） | 人口 (mil) | 一人当たりGDP |
| ---- | ---------------- | ------------ | ------------------------- | ---------- | ------------- |
| 1    | サンパウロ       | ブラジル     | $388                      | 20,186,000 | $19,221       |
| 2    | ブエノスアイレス | アルゼンチン | $362                      | 13,639,000 | $26,542       |
| 3    | リオデジャネイロ | ブラジル     | $201                      | 12,043,000 | $16,690       |
| 4    | サンティアゴ     | チリ         | $120                      | 6,015,000  | $19,950       |
| 5    | ブラジリア       | ブラジル     | $110                      | 2,362,000  | $46,571       |
| 6    | リマ             | ペルー       | $109                      | 9,121,000  | $11,950       |
| 7    | ボゴタ           | コロンビア   | $100                      | 8,702,000  | $11,492       |
| 8    | カラカス         | ベネズエラ   | $99                       | 5,965,000  | $15,646       |
| 9    | ベロオリゾンテ   | ブラジル     | $61                       | 5,523,000  | $11,045       |
| 10   | メデリン         | コロンビア   | $50                       | 3,686,000  | $13,565       |

## 言語と文化

南アメリカの公用語

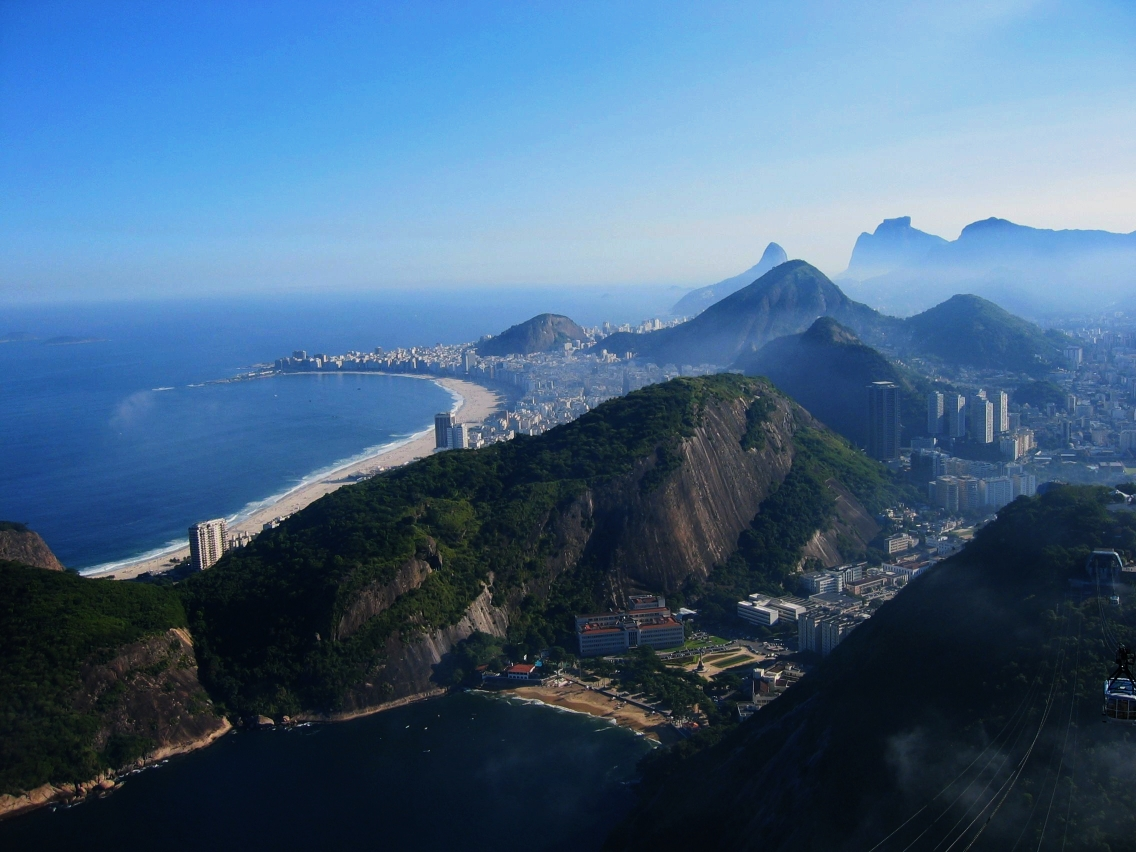
ブラジルは米州で唯一ポルトガル語を話す国であり、ポルトガル語はブラジルの重要な国民的アイデンティティとなっている。

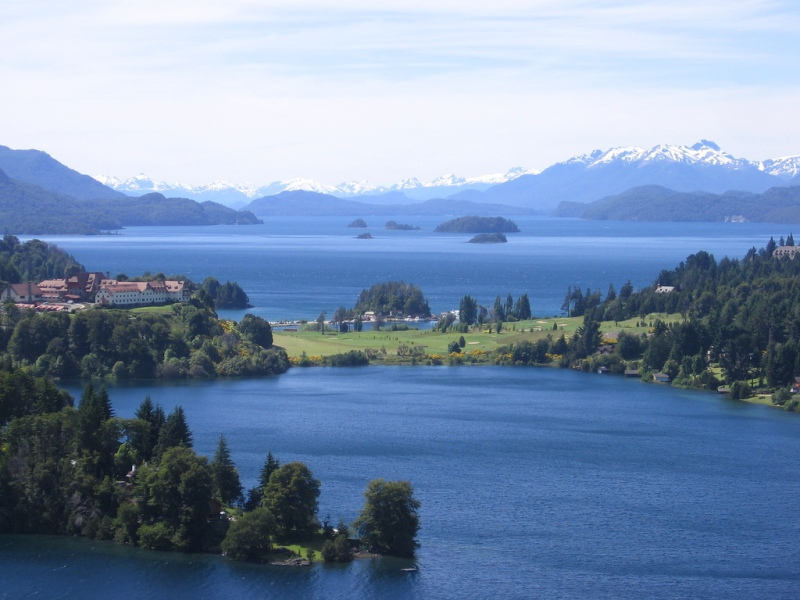
アルゼンチンのサン・カルロス・デ・バリローチェの風景

### 言語
南アメリカのほとんどの国（ベネズエラ、コロンビア、エクアドル、ペルー、ボリビア、チリ、パラグアイ、アルゼンチン、ウルグアイ）ではスペイン語が公用語である。ブラジルではポルトガル語が公用語であり、ほぼ全ての国民にとって母語でもある。その他、ガイアナでは英語、スリナムではオランダ語、フランス海外領土のギアナではフランス語が公用語となっている。
とはいえ、先住民や移民の子孫の間では、母語などとしてそれ以外の言語を使うケースも少なくない。ケチュア語がエクアドル・ペルー・ボリビアの3か国で、アイマラ語がペルーとボリビアで、そしてグアラニー語がパラグアイで、それぞれスペイン語と並んで公用語になっているほか、南米各地の先住民コミュニティ内ではその他数多くの言語が、特に日常生活において今でも使われ続けている。非先住民系の言語としては、ヒンディー語とインドネシア語がスリナムで話されている。イタリア語がアルゼンチン、ブラジル、ペルー、ウルグアイ、ベネズエラ、チリで話されている。ドイツ語がアルゼンチン、チリ、ベネズエラ、ペルー、パラグアイの極一部とブラジル南部各州の多くの地域で話されている（フンスリュック方言は国で最も話されているドイツ語の方言であり、その他のドイツ語の方言も広く話されている。ブラジル式ポメラニア語もリバイバルされている）。ウェールズ語はアルゼンチンのパタゴニアのトレレウ、ラウソンで話され、書かれている。少数の日本語話者もブラジル、ボリビア、コロンビア、パラグアイ、エクアドルにいる。レバノン系、シリア系、パレスチナ系のアラビア語話者はブラジル、エクアドル、チリ、アルゼンチンのアラブ人コミュニティーにおり、コロンビアとパラグアイには少ない。
上流階級と高等教育のある人々は一般に英語、フランス語、ドイツ語またはイタリア語を学習する。この地域で観光は大きな産業であり、英語や他のヨーロッパの言語はしばしば話されている。ウルグアイと近接しているため、南ブラジルの大半にはスペイン語の話される小さな地域がある。

### 文化
ヨーロッパ、特にスペイン、ポルトガルとの歴史的な繋がりのため文化的に豊かである。またアメリカ合衆国の大衆文化からも影響を受けている。
南アメリカのスペイン語圏アメリカの文学は、1960年代・1970年代のラテンアメリカ文学ブームで大きな人気を得た。小説ではガブリエル・ガルシア＝マルケスが、他のジャンルではパブロ・ネルーダやホルヘ・ルイス・ボルヘスといった作家が注目された。
南アメリカの広範な人種混合により、ラテンアメリカ料理は黒人、インディオ、アジア人、ヨーロッパ人の影響を受けている。西アフリカの影響を受けているブラジルのバイーアは特に有名である。アルゼンチン、チリ、ウルグアイでは一般にワインが好まれており、アルゼンチン、パラグアイ、ウルグアイ、チリ南部とブラジル南部の住民は好んでマテ茶を飲み、パラグアイでは冷やしたテレレが飲まれる。ピスコはチリとペルーでグレープワインから生産される酒であるが、双方の国が起源を主張している。ペルー料理は中国、日本、スペイン、アフリカ、アンデス、アマゾンの料理の要素の混合である。

## 住人
インディヘナとしてはペルーとボリビアの人口の大多数を占めているケチュア人、アイマラ人は他のスペイン語圏諸国よりも注目される存在となっている。大陸南西部のアルゼンチンとウルグアイでは南ヨーロッパ人の子孫がマジョリティである。チリ、パラグアイ、コロンビア、エクアドル、ベネズエラではメスティーソが最大のエスニック・グループである。スリナムはアジア人が最大の唯一の国である。フランス領ギアナではクレオールが最大のエスニック・グループだが、ガイアナ、ベネズエラ、スリナム、コロンビア、ペルー、エクアドルでもまた大きな人種集団である。ブラジルは南アメリカで最も多様な人種構成の国であり、多くの黒人、白人、ムラートと、注目されるべき数のアジア人、アメリカインディアンの住人を抱えている。

## 地域機構
- ラテンアメリカ・カリブ諸国共同体
- アンデス共同体
- メルコスール
- 南米諸国連合